# Cryptoerithus harveyi
Cryptoerithus harveyi là một loài nhện trong họ Gnaphosidae.
Loài này thuộc chi Cryptoerithus. Cryptoerithus harveyi được Norman I. Platnick & Barbara Baehr miêu tả năm 2006.